# Assaig obert
L'assaig obert o prova de no doble cec, en anglès: open-label trial o open trial és un tipus de prova clínica en la qual tant l'investigador com els participants saben quin tractament s'administra.

Aquesta prova contrasta amb els dissenys d'experiments doble cec on els participants no saben el tractament que reben.
L'assaig obert pot ser apropiat per comparar dos tractaments molt similars i determinar quin és el més efectiu però no es pot fer sota algunes circumstàncies com les de comparar l'efectivitat de la medicació en sessions de teràpia intensives.
l'assaig obert pot ser aleatoritzat.